# 沮渠董來
沮渠董来（?—?），临松（今甘肃省张掖南）卢水胡人。十六國北凉將領。沮渠蒙逊子。
439年，北凉国君沮渠牧犍派征南大将军沮渠董来统兵一万，出城南迎战北魏大军，凉军崩溃。北魏前锋将领刘絜听信占卜预言，以日子不吉，没有乘胜追击而召回军队，沮渠董来才逃回姑臧城。太武帝拓跋焘因此对刘絜十分恼怒。